# Lilltjärnen (Torps socken, Medelpad, 694392-151392)
Lilltjärnen är en sjö i Ånge kommun i Medelpad och ingår i Ljungans huvudavrinningsområde. Sjön är 6,2 meter djup, har en yta på 0,01 kvadratkilometer och befinner sig 268 meter över havet.